# 三宅誠
三宅 誠（みやけ まこと、1960年 - ）日本の実業家、気象予報士、競馬評論家、執筆者。

## 来歴
岐阜県に生まれる。1986年に早稲田大学卒業後、輸入自動車インポーターに入社する。1997年に気象予報士資格を取得し、民間気象会社を経て、2004年に株式会社スポーツウェザーを設立する。
スポーツと気象の相関に着目したコンテンツビジネスを展開し、ＴＶスポーツ中継では気象データを解析したライブ素材の提供をはじめ、スポーツ競技と気象を分析するデータサイエンスを展開し、特に今まで観測することができなかったスポーツ選手付近の空間を流体解析により「リアルタイムの風」として可視化することを実現した。
スポーツと気象の分野においてはパイオニア的な存在であり、競技に影響するコンディションの可視化および競技と気象のデータの解析を通じて、その競技の持つ面白さや楽しさを追求している。
競馬においては馬場と気候の相関性を解析し活躍する馬を推奨する「穴馬レーダー！競馬天気」を主宰している。独自に馬場を7分類・気候を5分類に細分化しレース当日の天気を予想し、適性を解析した出走馬の情報を提供している。また 「netkeiba.com」にも情報を提供している。

## ＴＶスポーツ中継
- ゴルフ（国内）
  - フジサンケイクラシック（フジテレビ）
  - フジサンケイレディスクラシック（フジテレビ）
  - サントリーレディスオープンゴルフトーナメント（フジテレビ）
  - NEC軽井沢72ゴルフトーナメント（フジテレビ）
  - 東海クラシック （東海テレビ）
  - マンシングウェアレディース東海クラシック（東海テレビ）
  - ダンロップフェニックストーナメント （毎日放送）
  - ゴルフ日本シリーズ （日本テレビ）
  - アクサレディスゴルフトーナメント（フジテレビ）
- ゴルフ（海外）
  - 全英オープンゴルフ（テレビ朝日）
  - 全英女子オープンゴルフ（テレビ朝日）
  - ソニーオープン・イン・ハワイ（フジテレビ）
- マラソン・駅伝
  - 東京マラソン（フジテレビ・日本テレビ）
  - びわ湖毎日マラソン（日本放送協会）
  - 名古屋ウィメンズマラソン（東海テレビ）
  - ニューイヤー駅伝（TBS）
  - 東京国際女子マラソン（テレビ朝日）
  - 大阪国際女子マラソン（関西テレビ）
  - 福岡国際マラソン（テレビ朝日）

## 競馬
- 「穴馬レーダー！競馬天気」編集長
- netkeiba.com情報提供
- 「月刊　競馬王」情報提供

## 著書
- 「気温を見れば勝ち馬が分かる〜気象予報士が教える革命的データ〜（競馬王新書）2014年11月　書籍情報: ISBN 9784865351316

## メディア出演
- 「新週刊フジテレビ批評『ハテナＴＶ～スポーツ中継映像技術の不思議』」（フジテレビ）2016年7月
- 「鈴木淑子の地球は競馬でまわってる」（ラジオ日経・JRA提供）2016年9月
- 「風と競輪」（スピードチャンネル）2016年12月　※中野浩一氏と対談

## 連載・執筆・解説
- 「ゴルフと天気」コラム連載（日刊ゲンダイ）
- 「風・悪天候に強いプレイヤーランキング」データ提供・解説（朝日新聞スポーツ面／パーゴルフ）
- 「風と空と春のゴルフ」データ提供・解説（アコーディア会員誌）
- 「ゴルフトーナメントの気象」データ提供・執筆（気象新聞）
- 「東京国際女子マラソン」データ提供・解説（朝日新聞夕刊）
- 「天気、局所予報が一役」解説（朝日新聞夕刊）
- 「新トレンド馬場予想術」（ＪＲＡ特設ページ）
- 「月刊　競馬王」（ガイドワークス）コラム執筆
- 「ウマい馬券」（netkeiba.com）執筆

## 保有特許
- 特許第4337514号
風状態情報表示方法および風状態情報表示システム